# Eyrieux
Eyrieux – rzeka we Francji, przepływająca przez teren departamentu Ardèche, o długości 83,7 km. Stanowi dopływ rzeki Rodan.